# 手を握って歩きたい
「手を握って歩きたい」（てをにぎってあるきたい）は、後藤真希の3枚目のシングル。2002年5月9日発売。

## ミュージック・ビデオ
ミュージック・ビデオにはアップフロントミュージックスクールの生徒が参加しており、当時同校の生徒だった梅田えりか(元℃-ute)・鈴木愛理(℃-ute)も出演している。

## 収録曲
全作詞・作曲：つんく
1. 手を握って歩きたい
編曲：小西貴雄
2. 特等席
編曲：酒井ミキオ
3. 手を握って歩きたい (Instrumental)

## 参加ミュージシャン
手を握って歩きたい
- キーボード&プログラミング：小西貴雄
- マニピュレータ：勝浦剛
- コーラス：つんく・稲葉貴子・MC KIDS

## カバー
- スマイレージ(2011年) - シングル「プリーズ ミニスカ ポストウーマン!」の通常盤に収録。